# Довгий (острів, Баренцове море)
До́вгий, або Долгій (рос. Долгий) — довгий і вузький острів в Печорському морі на південному сході Баренцового моря. В адміністративному відношенні належить до Ненецького автономного округу Архангельської області. Його протяжність становить 38 км, а ширина — лише 4 км. Південний кінець острова розташований лише за 12 км від північного узбережжя материка. Ландшафт плоский, характеризований тундрою з численними невеликими озерами і ставками. Сусідні острови — Матвєєв на півночі та Великий Зеленець на півдні.